# Белштет
Белштет (њем. Bellstedt) општина је у њемачкој савезној држави Тирингија. Једно је од 50 општинских средишта округа Кифхојзер. Према процјени из 2010. у општини је живјело 181 становника. Посједује регионалну шифру (AGS) 16065005.

## Географски и демографски подаци
Белштет се налази у савезној држави Тирингија у округу Кифхојзер. Општина се налази на надморској висини од 225 метара. Површина општине износи 4,8 km². У самом мјесту је, према процјени из 2010. године, живјело 181 становника. Просјечна густина становништва износи 38 становника/km².